# Dracula ubangina
Dracula ubangina là một loài lan. It was classified in the 1980s và is bản địa của Ecuador.

## Hình ảnh

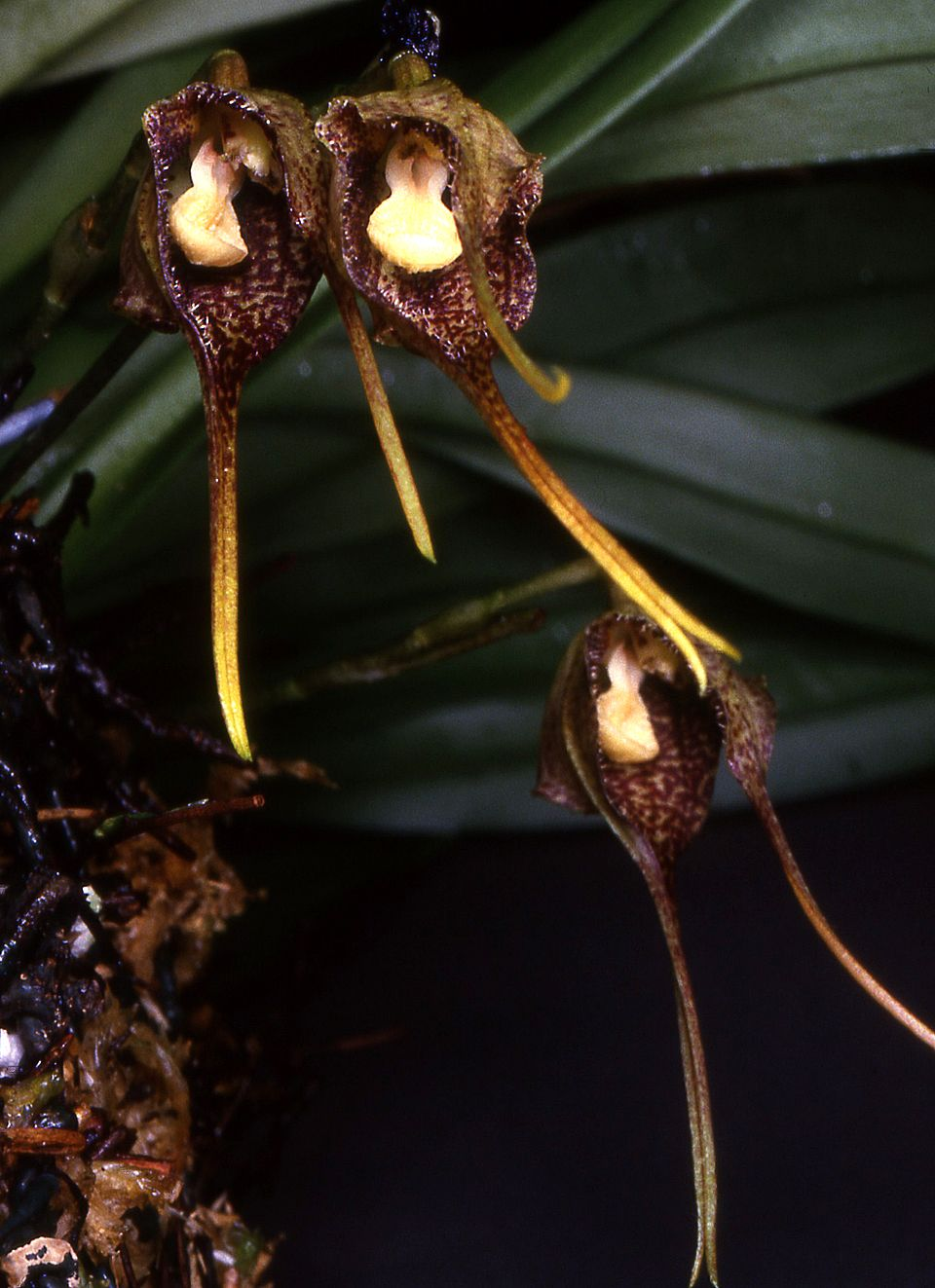
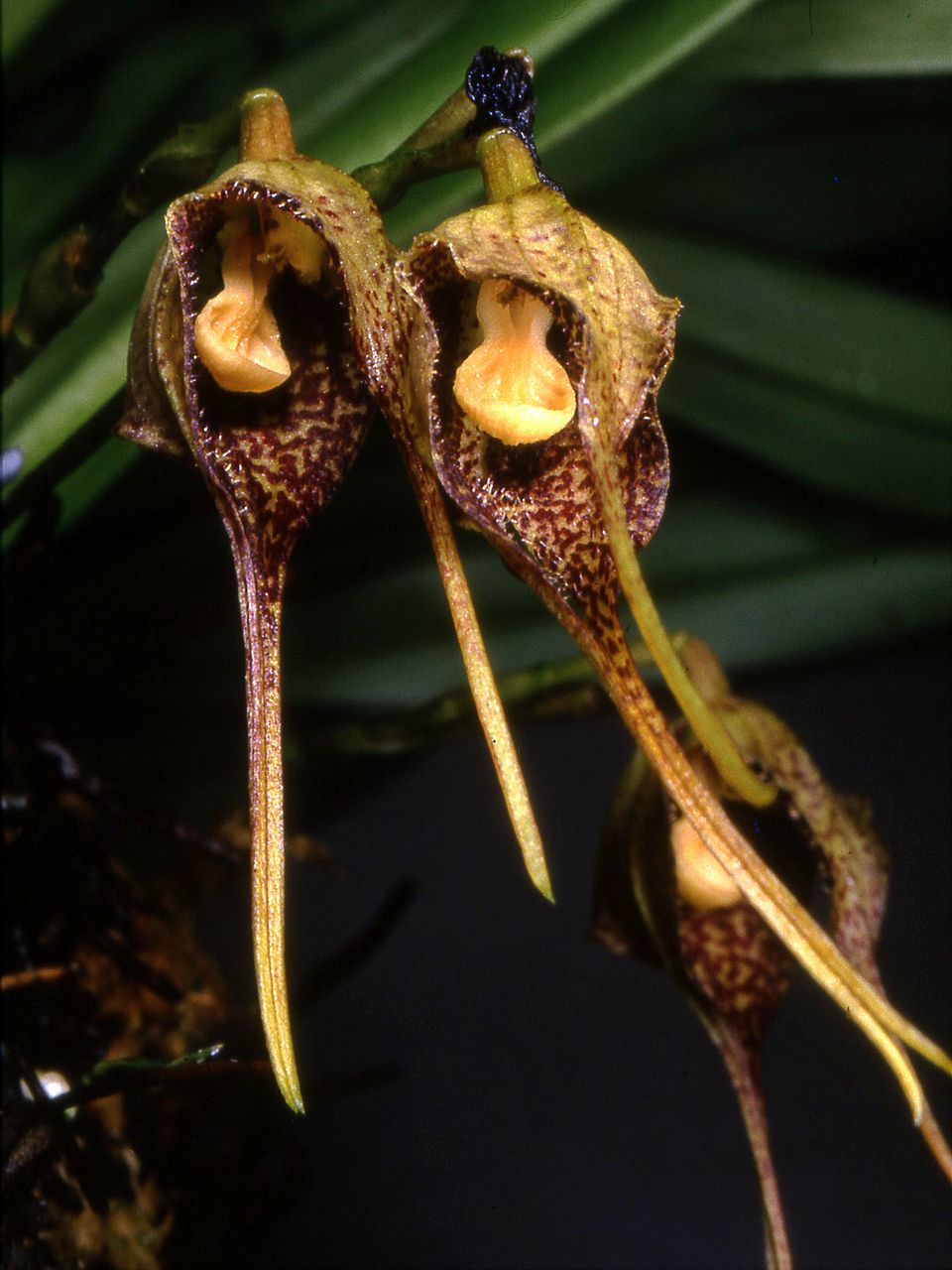

## links
- http://www.draculaspecies.com/dracula-ubangina Lưu trữ ngày 3 tháng 3 năm 2016 tại Wayback Machine